# Xysticus siciliensis
Xysticus siciliensis är en spindelart som beskrevs av Jörg Wunderlich 1995. Xysticus siciliensis ingår i släktet Xysticus och familjen krabbspindlar. Inga underarter finns listade i Catalogue of Life.